# Bryorella crassitecta
Bryorella crassitecta är en svampart som beskrevs av Döbbeler 1978. Bryorella crassitecta ingår i släktet Bryorella, klassen Dothideomycetes, divisionen sporsäcksvampar och riket svampar.   Inga underarter finns listade i Catalogue of Life.